# سرآب (قائنات)
سرآب روستایی در دهستان آفریز بخش سده شهرستان قائنات استان خراسان جنوبی ایران است. بر پایه سرشماری عمومی نفوس و مسکن در سال ۱۳۹۰ جمعیت این روستا ۱۵۰ نفر (در ۴۴ خانوار) بوده است.